# Панямуне
Панямуне або Понімунь (лит. Panemunė, нім. Übermemel, рос. Панямуне, Понемунь) — місто в Паґезькому самоврядуванні Тауразького повіту Литви, входить до складу Паґезького староства. Найменше місто Литви.

## Географія
Розташований на правому березі Німану навпроти міста Совєтськ (Калінінградська область, Росія), з яким пов'язаний мостом королеви Луїзи. Автомобільною дорогою пов'язаний з пунктом пропуску Совєтськ.
Є найменшим містом Литви, крім того, це єдине місто Литви не є центром староства. Є центром найнижчої адміністративної одиниці - сянюнайтії.
У місті діє АЗС, Початкова школа, поштове відділення (LT-99029) і бібліотека (створена в 1958 році).

## Історія

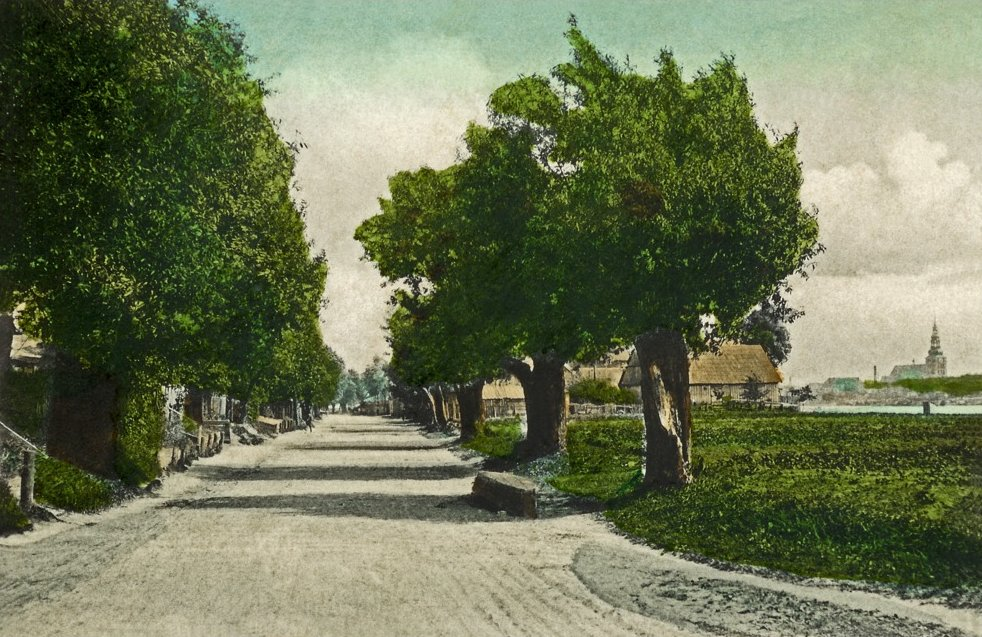
Фотографія початку XX століття з видом на головну вулицю правобережної частини міста Тільзіт.

Відомий з XIX століття, як правобережна частина міста Тільзіт (нині Совєтськ).
Після поразки Німеччини в Першій світовій війні, в 1920 році, згідно з Версальським договором, області Німецької імперії північніше Німану утворили Клайпедський край під мандатом Ліги націй, при цьому безпосередній контроль і підтримання порядку в новоствореній території був закріплений за Францією. В результаті правобережна частина Тільзіта була виділена з його складу у вигляді передмістя і стала іменуватися Übermemel.
Нинішню назву місто отримало в 1923 році, коли відбулося Клайпедське повстання і Клайпедський край увійшов до складу Литви.
У 1939 році Клайпедський край був анексований нацистською Німеччиною, а Панемуне як і раніше став частиною Тільзіта.
Після закінчення Другої світової війни Клайпедський край опинився під контролем СРСР і в 1947 році був включений до складу Литовської Радянської Соціалістичної Республіки, таким чином Панемуне знову був виділений в самостійний населений пункт.
30 січня 1968 року отримав статус селища міського типу.
Адміністративне підпорядкування: 

До Першої світової війни входив до складу муніципалітету міста Тільзіт Тільзітського земельного району (лит. Tilžės apskritis, нім. Landkreis Tilsit).
З 1968 року по 1995 рік у статусі селища міського типу відносився до Шилутського району.
У 1995 році був включений в Паґезьке староство Шилутсьского районного самоврядування Клайпедського повіту.
У 1999 році разом з Паґезьким і чотирма іншими староствами склав новостворене Паґезьке самоврядування, яке було включене в Тауразький повіт.

## Населення
| Динаміка населення з 1925 по 2021 |          |          |      |          |      |          |
| 1925                              | 1959пер. | 1970пер. | 1978 | 1979пер. | 1986 | 1989пер. |
| 637                               | 539      | 545      | 500  | 506      | 430  | 398      |
| 2001пер.                          | 2010     | 2011пер. | 2015 | 2017     | 2021 | -        |
| 329                               | 313      | 274      | 239  | 231      | 217  | -        |
| Гістограма динаміки населення     |          |          |      |          |      |          |

### Національний склад
| В 2011 р. жило 274 жителів: - Литовці – 92,34% (253); - Росіяни – 5,1% (14); - Інші – 2,56% (7). | В 2001 р. жило 329 жителів: - Литовці – 92,4% (304); - Росіяни – 5,5% (18); - Інші – 2,13% (7). |

## Визначні пам'ятки
Міст королеви Луїзи з'єднує місто з російським містом Совєтськ, що в Калінінградській області.